# George Marthins (hokej na travi)
George Eric Marthins (1906. — nije poznat nadnevak kad je umro) je bivši indijski hokejaš na travi.  
Osvojio je zlatno odličje na hokejaškom turniru na Olimpijskim igrama 1928. u Amsterdamu igrajući za Britansku Indiju. Odigrao je 5 susreta i postigao 6 pogodaka.

## Vanjske poveznice
- Profil na Sports Reference.com  Arhivirana inačica izvorne stranice od 3. ožujka 2012. (Wayback Machine)